# Jozef Van Royen
Jozef Augustien Van Royen (Sint-Gillis-Waas, 26 februari 1898 – Antwerpen, 14 april 1963) was een Belgisch politicus voor het Katholiek Verbond van België en diens opvolger de Christelijke Volkspartij. Hij was volksvertegenwoordiger en burgemeester van Sint-Niklaas.

## Levensloop
Van Royen was een zoon van de landbouwers Petrus Van Royen en Maria Blanckhaert. Na de humaniora aan het Klein Seminarie van Roeselare, promoveerde hij in 1922 tot landbouwingenieur aan de Katholieke Universiteit Leuven. Hij trouwde in 1924 en het paar kreeg zes kinderen.
Hij was vanaf 1933 gemeenteraadslid, tussen 1934 en 1962 schepen (met uitzondering van 1940-1944 door de Tweede Wereldoorlog) en daarna tot zijn overlijden in 1963 burgemeester van Sint-Niklaas. Van 1932 tot 1939 was hij tevens provincieraadslid voor Oost-Vlaanderen.
Hij werd in 1939 volksvertegenwoordiger voor het arrondissement Sint-Niklaas en vervulde dit mandaat tot aan zijn dood.
Van 1922 tot 1962 was hij leraar aan de Vrije Middelbare Landbouwschool in Sint-Niklaas.